# 全国青少年信息学奥林匹克竞赛冬令营
全国青少年信息学奥林匹克冬令营（Winter Camp，简称WC）自1995年起。每年在寒假期间开展为期一周的培训活动。冬令营共8天，包括授课、讲座、讨论、测试等。参加冬令营的营员分正式营员和非正式营员。国家集训队的选手和指导教师为正式营员，非正式营员限量自愿报名参加。在冬令营授课的是著名大学的资深教授及已获得国际金牌学生的指导教师。

## 概述
全国青少年信息学奥林匹克冬令营，原本作为国家队选拔成绩的一个部分，不过现在也起到了先从集训队中淘汰掉一批人的作用。